# Château de Brias
Pour les articles homonymes, voir Brias (homonymie).
Le château de Brias est un manoir situé dans la commune de Brias en Pas-de-Calais.

## Historique
L'ancien château de Brias, démoli à la Révolution française, s'élevait là où fut construite de 1880 à 1885 l'église néo-gothique Saint-Martin de Brias par l'architecte Edmond Duthoit. Cette église a été cédée à la commune en 2011 par la fille du dernier comte de Bryas. L'actuel château de Brias, débuté en 1780, est construit juste à côté.
Durant la Première Guerre mondiale, le château abrita le quartier général du maréchal Foch pendant la bataille d'Artois.
Durant la Seconde Guerre mondiale, l'occupant allemand a installé un centre de commandement de la chasse (le Jafü n° 4) dans le parc du château, où, en 2013, en subsistent des vestiges : casernements, hangars, emplacement de batterie, bunker semi-enterré, restes de taxiway. Les installations de Bryas (selon l'orthographe d'avant 1997) ont été bombardées par l'aviation américaine, notamment le 17 août 1943.
En 2004, le château de Brias sert de décor au film Joyeux Noël.
En 2011, le château de Brias est une propriété privée appartenant à Benoît de la Bretesche, fils de Jeanne de la Bretesche, née Jeanne de Bryas, dernière de la branche aînée des comtes de Bryas. Tout y ayant été pillé lors des guerres successives, le château ne se visite pas.
En 2019, le château de Brias accueille les Journées Nationales des Scouts unitaires de France (2 000 participants).

## Sources
Laurence Baudoux-Rousseau, « Une résidence noble : le “château” de Bryas, (XVIe - XIXe siècle), Histoire et Archéologie du Pas-de-Calais, t. XXV, 2008 (année 2007), p. 21-59.